# NXPセミコンダクターズ
NXPセミコンダクターズN.V.(蘭: NXP Semiconductors N.V.、NASDAQ: NXPI)は、オランダアイントホーフェンに拠点を置く半導体メーカー。 NXPのNはNext、XPはExperienceの意。
2006年にフィリップスの半導体部門より分社化して誕生した。2015年にはフリースケール・セミコンダクタを吸収合併した。主にマイクロコントローラのNXP LPCシリーズや、ディスクリートなどの汎用製品を提供している。
日本法人はNXPジャパン株式会社で、本社は東京で、大阪に支社、名古屋に営業所を持つ。

## 沿革
- 2006年8月 - フィリップス社が半導体部門を投資家グループに売却し、KASLION Acquisition B.V.の名称で法人化。
- 2010年5月 - 社名を現在のNXPセミコンダクターズN.V.に変更
- 2010年8月 - NASDAQ Global Select Marketに上場
- 2015年3月 - フリースケール・セミコンダクタとの合併に関し、最終合意
- 2015年12月 - フリースケール・セミコンダクタとの合併完了
- 2016年10月 - アメリカの半導体大手のクアルコムがNXPの買収を発表[1]
- 2017年2月 - 汎用製品部門のネクスペリア（英語版）をスピンオフ。
- 2018年7月 - 中国政府より買収承認を得られず、クアルコムがNXPの買収を断念、NXPへの違約金支払いを発表[2]

## 研究・開発（R&D）[いつ?]
- R&D投資：年間約7億6,300万ドル
- R&D部門の技術者：約3,500名
- 特許数（出願中を含む）：約9,000件
- 設計エンジニアリング拠点：20（アジア、欧州、米国など）

## 製造拠点
ウェハ工場
ナイメーヘン（オランダ）、シンガポール、チャンドラー(アリゾナ州)、オースティン(テキサス州)

試験/組立工場
バンコク（タイ）、カブヤオ（フィリピン）、高雄（台湾）、セレンバン（マレーシア）、天津(中国)

## 主要製品

### NXP LPC
LPC はNXPセミコンダクターズ(以前はフィリップスセミコンダクターズ)の32ビット マイクロコントローラ 集積回路である。LPC社製のチップはCortex-M4F、Cortex-M3、Cortex-M0+またはCortex-M0のような関連するほぼ同じ32ビット ARMプロセッサコアのグループで構成される。それぞれのマイクロコントローラ内部はプロセッサコア、スタティックRAM、フラッシュメモリ、デバッグ用インターフェースと多様な周辺回路で構成される。旧来のLPCファミリーは8ビットの80C51コアを基にしている。 2011年2月時点で, NXPは10億個以上のARM プロセッサを基にしたチップを出荷した。

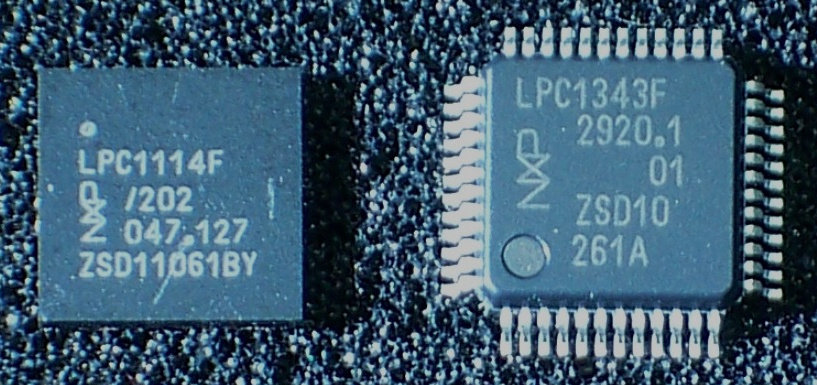
33端子 HVQFN パッケージのNXP LPC1114と 48端子のLQFPパッケージのLPC1343

#### 概要
近年の全てのLPCファミリーはARMホールディングスからライセンスの許諾を受けたARMコアを基にしてシリコンのダイに設計を変換して取り入れる前に独自の周辺回路を追加する。NXPはDIPパッケージのARM Cortex-Mコアを供給する唯一の供給会社である。: DIP8 (0.3-インチ幅)のLPC810とDIP28 (0.6-インチ幅)のLPC1114がある。以下に NXP LPC マイクロプロセッサ ファミリーを示す。
| NXP シリーズ            | ARM CPU コア           |
| ----------------------- | ---------------------- |
| LPC4300                 | Cortex-M4F & Cortex-M0 |
| LPC4000                 | Cortex-M4F             |
| LPC1800 LPC1700 LPC1300 | Cortex-M3              |
| LPC1200 LPC1100         | Cortex-M0              |
| LPC1100 LPC800          | Cortex-M0+             |

| NXP シリーズ    | ARM CPU コア |
| --------------- | ------------ |
| LPC3200 LPC3100 | ARM926EJ-S   |
| LPC2900         | ARM968E-S    |

| NXP シリーズ                    | ARM CPU コア |
| ------------------------------- | ------------ |
| LPC2400 LPC2300 LPC2200 LPC2100 | ARM7TDMI-S   |

| NXP シリーズ  | CPU コア |
| ------------- | -------- |
| LPC900 LPC700 | 80C51    |

#### ワンボードマイコン
- mbedプロジェクトのパートナーとして、mbedブランドのワンボードマイコンに、LPCシリーズのマイコンが使われている。
- LPCXpressoシリーズ - USBインターフェースからの電力供給・プログラム書込みに対応し、ボード上のLEDのON/OFF/PWM制御や、入出力ピンと外付け回路との接続が可能なワンボードマイコンおよびWindows/Linux/macOS用のIDE。一部製品はmbed互換である。